# Tőkés József
Tőkés József (Nagysajó, 1884. december 16. – Málnás, 1951. február 7.) erdélyi magyar református esperes lelkész, egyházi író, szótárszerkesztő, Tőkés István apja, Tőkés László nagyapja.

## Életútja
Középiskoláit Marosvásárhelyen, majd a nagyenyedi Bethlen Gábor Kollégiumban végezte (1903). Teológiai és bölcsészeti tanulmányait a kolozsvári I. Ferenc József Tudományegyetemen folytatta. A teológia mellett a filozófia és a történelem is érdekelte. 1907–1908-ban a berlini tudományegyetemen hallgatott előadásokat. Néhány hónapig segédlelkész volt Kolozsváron (1908–1909), majd haláláig a málnási gyülekezet lelkipásztora. A Sepsi Református Egyházmegye előbb tanügyi előadójává választotta (1910), utóbb (1913) egyházmegyei számvevő, 1938-tól az egyházmegye esperese lett, 1941-től zsinati tag, 1942-től konventi póttag, majd a Erdélyi Református Egyházkerület igazgatótanácsának rendes tagja.
A magyar felsőházban a háromszéki nép jogaiért harcolt. Málnás község fogyasztási és hitelszövetkezetének vezetője volt; falujában két tanerős iskolát építtetett (1922), amely ma az ő nevét viseli. László Dezső mondta a temetésén: „Ha egyházépítő munkáját egyetlen jelzővel akarjuk illetni, azt kell róla mondanunk, hogy alapvető munkát végzett. Úgy, amint az Ige mondja: mint bölcs építőmester, fundamentumot vetettem…, de más épít rá.”
Cikkeit a Református Szemlében és Az Útban közölte (1923–24); szerkesztésében jelent meg az Emlékkönyv a reformáció négyszázados évfordulójára c. kötet (Sepsiszentgyörgy, 1918), összeállításában egy Magyar–román kereskedelmi levelezés és szólásmódok (Dés, 1924).